# Junya Nodake
Junya Nodake (野嶽 惇也 Nodake Junya?), född 11 september 1994 i Kagoshima prefektur, är en japansk fotbollsspelare.
Nodake började sin karriär 2017 i Kagoshima United FC.